# باورباك

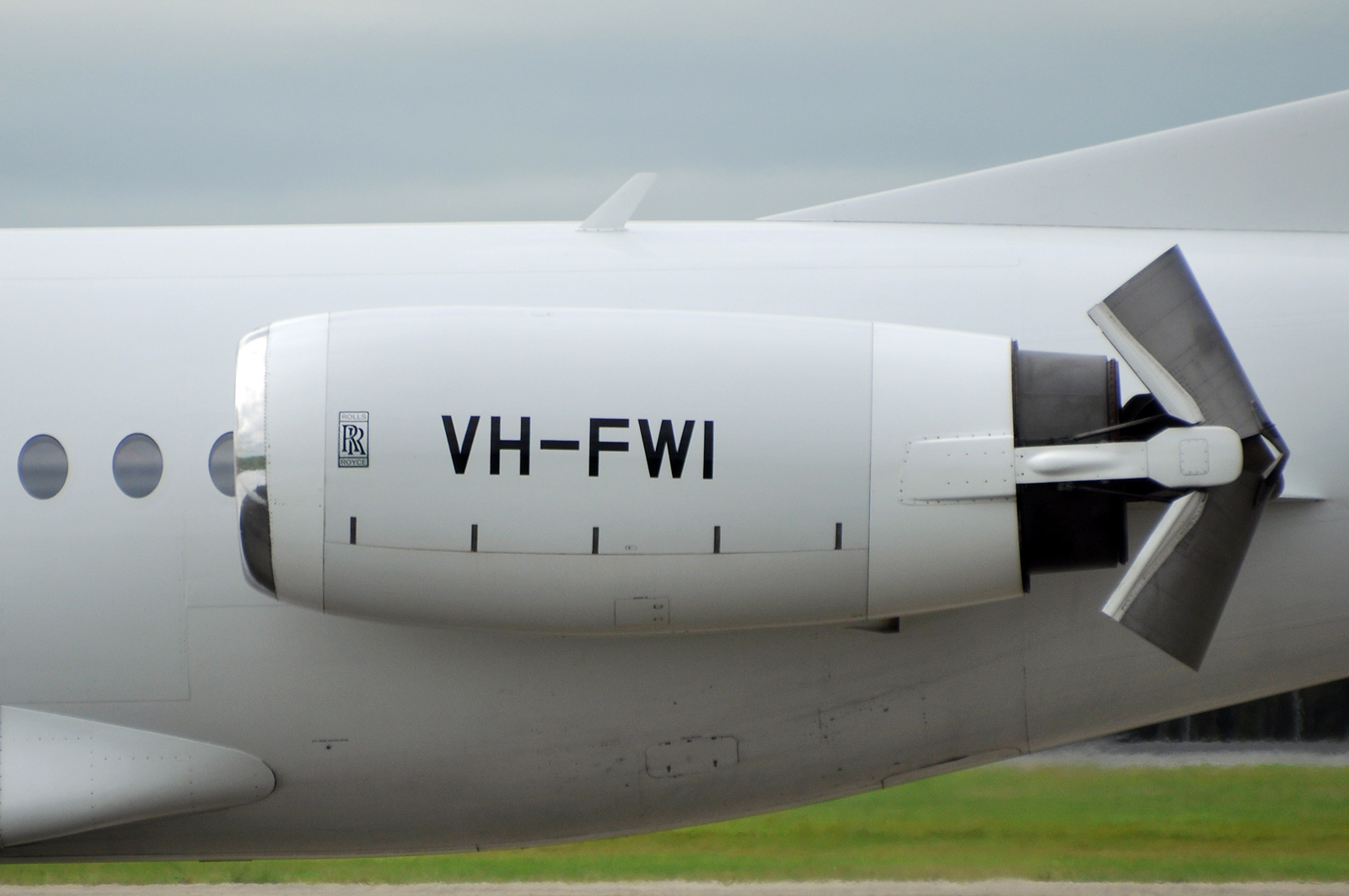
VH-FWI فوكر 100 خطوط التحالف الجوية

باورباك (Powerback)، حرفيا: (الطاقة الخلفية) يتم استخدامه بواسطة الطائرات للتحرك للخلف على الأرض باستخدام قوة محركاتها جنبًا إلى جنب مع عاكس الدفع في الطائرة. تميل الطائرات التي تدفع بالمراوح (المروحة التوربينية) إلى استخدام البورباك كوسيلة لعكس الاتجاه؛ غالبًا ما يحظر المُصنع البورباك على الطائرات النفاثة (باستثناء بعض الطائرات النفاثة المزودة بمحركات مثبتة على الذيل).

## خلفية
في حين أن العديد من الطائرات قادرة عمليًا على أداء عمليات البورباك، إلا أن العديد من الشركات تفرض قيودًا على هذه الممارسة، ويرجع ذلك أساسًا إلى خطر التلف من الأجسام الغريبة (FOD) من الحطام الذي يتم دفعه في الهواء. يتم تضخيم هذه المشكلة بشكل أكبر مع الطائرات التي تحتوي على محركات مثبتة على الأجنحة، حيث يمكن أن يؤدي قربها من الأرض إلى تفاقم ابتلاع الحطام إذا تم استخدام الطاقة الخلفية. تعتبر الأجسام المعدنية الصغيرة خطيرة بشكل خاص حيث يمكن دفعها إلى نوافذ الصالات أو الموظفين على الأرض أو حتى الطائرة نفسها. أيضًا، قد يؤدي استخدام الفرامل أثناء استخدام الطاقة الخلفية إلى إحداث ضربة في الذيل.
خلال الثمانينيات، العديد من الطائرات المزودة بمحركات مثبتة في الخلف، مثل دي سي-9 وبوينغ 727 وإم دي-80، استخدم البورباك لتقليل عدد الأفراد المطلوبين على الأرض. على سبيل المثال، استخدم أسطول طائرات خطوط نورث ويست من طراز دي سي-9 عمليات باورباك في بعض المطارات، لكنه أوقف هذه الممارسة في عام 2005 مشيرًا إلى الحاجة إلى توفير الوقود. تتجنب الخطوط الهولندية أيضًا استخدام الإجراء لنفس الأسباب، مشيرة إلى أن باورباك تسبب تآكلًا إضافيًا للمحركات.
بالإضافة إلى ذلك، في الولايات المتحدة، يتم فرض قيود على الباورباك من قبل إدارة الطيران الفيدرالية، ومسؤولي الطيران المحليين. تمت الموافقة على بوابات معينة فقط في بعض المطارات لاستخدامها في عمليات الباورباك، وعادةً ما يتم وضع لافتات لتوضيح ذلك. تفرض العديد من شركات الطيران إجراءات أمان أكثر صرامة على عمليات إعادة الطاقة، والتي غالبًا ما تتضمن عدم السماح باسترجاع الطاقة في ظل ظروف بيئية معينة، مثل المطر أو الثلج.

## الاستخدام العسكري
في العديد من الطائرات العسكرية الأمريكية مثل سي-130 هيركوليز وسي5 غلاكسي وسي-17 غلوب ماستر الثالثة، يتم استخدام عملية باورباك لتعزيز القدرة على المناورة الأرضية أثناء عمليات التاكسي.